# Lola THL1
Chronologie des modèles (1985-1986)
Aucun Lola THL2
La Lola THL1 est la première monoplace de Formule 1 engagée par l'écurie américaine Team Haas Lola pour les quatre dernières manches du championnat du monde de Formule 1 1985 et pour les trois premiers Grands Prix du championnat 1986. Elle est pilotée en 1985 par l'Australien Alan Jones, rejoint par le Français Patrick Tambay en 1986.

## Résultats en championnat du monde de Formule 1

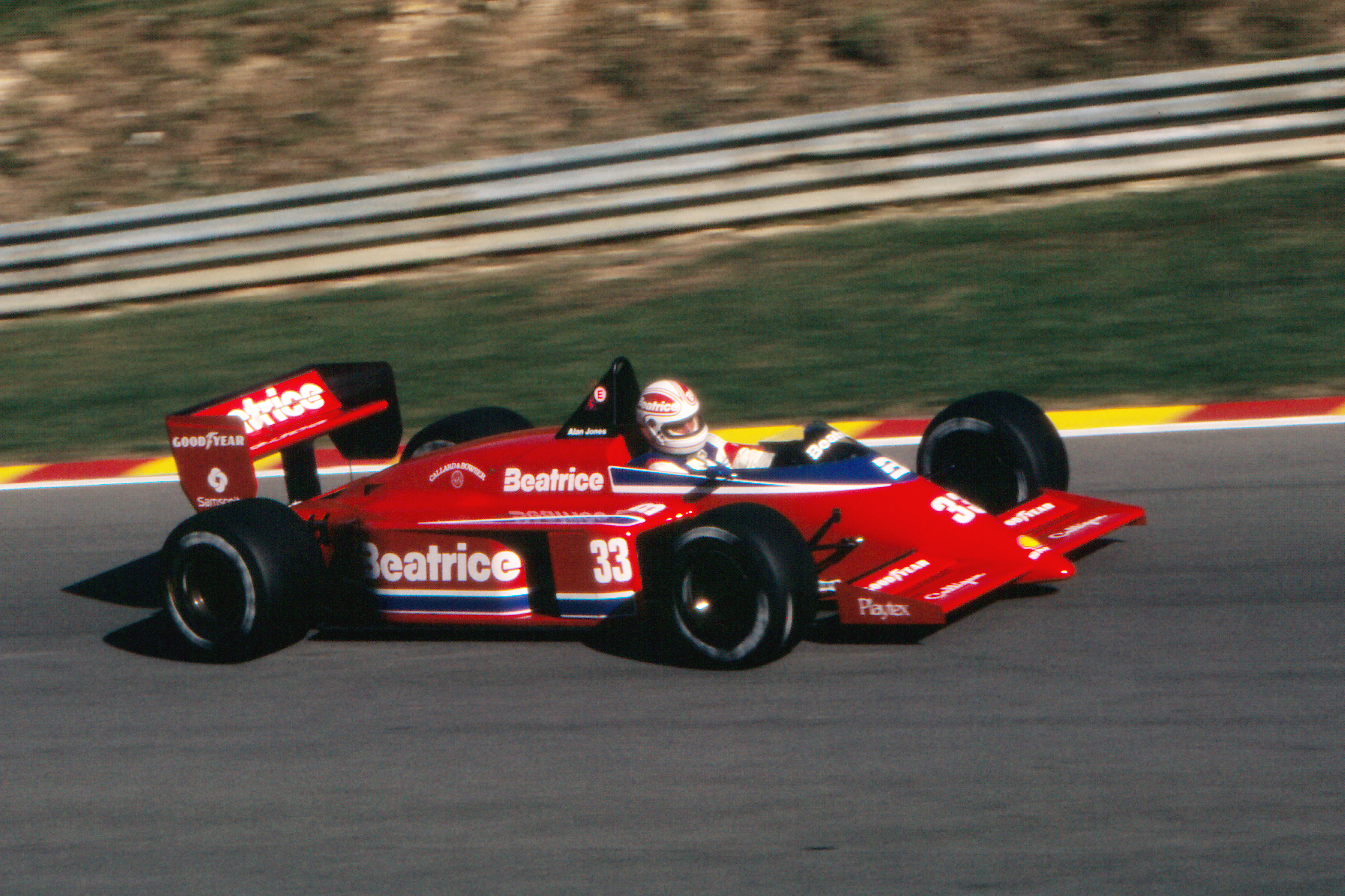
Alan Jones à bord de la Lola THL1 au Grand Prix d'Europe 1985

| Saison | Écurie            | Moteur       | Pneus    | Pilotes        | Courses | Courses | Courses | Courses | Courses | Courses | Courses | Courses | Courses | Courses | Courses | Courses | Courses | Courses | Courses | Courses | Points inscrits | Classement |
| Saison | Écurie            | Moteur       | Pneus    | Pilotes        | 1       | 2       | 3       | 4       | 5       | 6       | 7       | 8       | 9       | 10      | 11      | 12      | 13      | 14      | 15      | 16      | Points inscrits | Classement |
| ------ | ----------------- | ------------ | -------- | -------------- | ------- | ------- | ------- | ------- | ------- | ------- | ------- | ------- | ------- | ------- | ------- | ------- | ------- | ------- | ------- | ------- | --------------- | ---------- |
| 1985   | Team Haas USA Ltd | Hart 415T L4 | Goodyear |                | BRÉ     | POR     | SMR     | MON     | CAN     | DET     | FRA     | GBR     | ALL     | AUT     | P-B     | ITA     | BEL     | EUR     | AFS     | AUS     | 0               | Non classé |
| 1985   | Team Haas USA Ltd | Hart 415T L4 | Goodyear | Alan Jones     |         |         |         |         |         |         |         |         |         |         |         | Abd     |         | Abd     | Np      | Abd     | 0               | Non classé |
| 1986   | Team Haas USA Ltd | Hart 415T L4 | Goodyear |                | BRÉ     | ESP     | SMR     | MON     | BEL     | CAN     | DET     | FRA     | GBR     | ALL     | HON     | AUT     | ITA     | POR     | MEX     | AUS     | 0               | 13e        |
| 1986   | Team Haas USA Ltd | Hart 415T L4 | Goodyear | Alan Jones     | Abd     | Abd     |         |         |         |         |         |         |         |         |         |         |         |         |         |         | 0               | 13e        |
| 1986   | Team Haas USA Ltd | Hart 415T L4 | Goodyear | Patrick Tambay | Abd     | 8e      | Abd     |         |         |         |         |         |         |         |         |         |         |         |         |         | 0               | 13e        |

Légende : ici